# TTL Listen 2
TTL Listen 2 è il secondo singolo dei gruppi musicali sudcoreani T-ara e Supernova, pubblicato nel 2009 dall'etichetta discografica Mnet Media.

## Il disco
Dopo il successo del primo singolo, "TTL (Time To Love)", il 9 ottobre 2009 fu pubblicato un secondo singolo, "TTL Listen 2". Il brano vede ancora la collaborazione dei due gruppi, Supernova e T-ara, questa volta al completo.

## Tracce
1. TTL Listen 2 – 3:15 (testo: Rhymer, Sangchu – musica: Kim Do Hoon, Rhymer)

Durata totale: 3:15

## Formazione
T-ara
- Boram – voce
- Qri – voce
- Soyeon – voce
- Eunjung – voce, rapper
- Hyomin – voce, rapper
- Jiyeon – voce

Supernova
- Kwangsu – rapper
- Jihyuk – rapper
- Geonil – rapper
- Yoonhak – rapper
- Sungje – rapper
- Sungmo – rapper